# Bjarne Nielsen (politiker)
 For alternative betydninger, se Bjarne Nielsen. (Se også artikler, som begynder med Bjarne Nielsen)
Bjarne Nielsen (født 2. oktober 1957) er en dansk politiker, der fra 2010 til 2017 var borgmester i Langeland Kommune, valgt for Venstre.
Nielsen er uddannet mekaniker og har arbejdet som sådan. Han er bosiddende i Bagenkop.
Han blev medlem af Sydlangeland Kommunalbestyrelse i 2001 og af Langeland Kommunalbestyrelse i 2005.